# 壬酸甲酯
壬酸甲酯（英語：methyl nonanoate）是一种有机化合物，化学式C10H20O2，可见于瑞香、油橄欖、美远志等物种。